# Liste des personnages d'À la recherche du temps perdu
Cet article décrit les personnages des romans constituant À la recherche du temps perdu, œuvre romanesque de Marcel Proust.
On en compte 513 , fictifs ou réels.
Les personnages réels sont mentionnés avec leurs dates de naissance et de décès.

## A
- Adolphe, oncle : frère du grand-père du narrateur ; son valet de chambre est le père de Morel — qui lui vouera un véritable culte ; se brouillera avec son ami Swann à propos d'Odette, et avec la famille du narrateur qui a rencontré chez lui « la dame en rose ».
- Agrigente, Prince d'... (« Grigri ») : relation des Swann, fréquente la loge d'Odette ; héritier de la couronne d'Aragon, sa famille avait un château entre Martinville et Guermantes ; fait une mauvaise impression au narrateur au dîner Guermantes; ne sait pas cacher son ignorance de Flaubert ; « embelli » par l'âge à la matinée Guermantes.

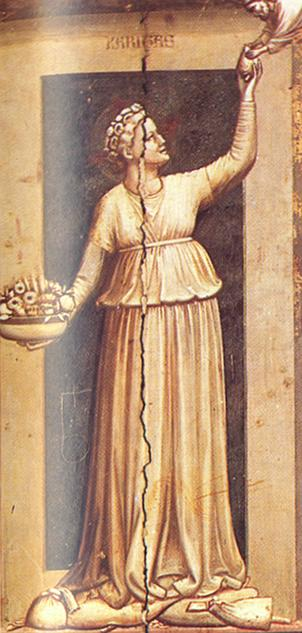
La Charité de Giotto

- Aide-cuisinière à Combray : Françoise est particulièrement cruelle avec elle ; selon Swann, ressemble à la « Charité » de Giotto
- Aimé : maître d'hôtel du Grand Hôtel de Balbec dans Les Jeunes Filles en fleurs, puis d'un restaurant parisien dans Le côté de Guermantes ; renseigne le narrateur sur la double vie d'Albertine qu'il apprécie peu se rappelle-t-il dans La Prisonnière ; révèlera également les mœurs de Saint-Loup dans La Fugitive.
- A. J. : voir Moreau, A. J.
- Albaret, Céleste : sœur de Marie Gineste ; femme de chambre au Grand Hôtel ; le narrateur se lie avec elle dans Sodome et Gomorrhe, au grand dam de Françoise qui l'appelle « l'enjôleuse ». Marcel Proust utilise en réalité le nom de sa servante, Céleste Albaret qui aura joué auprès de l'auteur un rôle analogue à celui que joue Françoise auprès du narrateur.
- Albert : voir Guastella, Albert, Duc de
- Albertine : nièce de M. et Mme Bontemps, l'une des jeunes filles en fleurs (la « petite bande »), qui devient la maîtresse du narrateur. C'est le personnage le plus cité de la Recherche.
- Albon, M. d'... : apparaît dans la coterie Guermantes du Temps retrouvé ; sourit à une remarque de la duchesse de Guermantes
- Alix : la « Marquise du Quai Malaquais », l'une des « trois Parques » à la réception chez Mme de Villeparisis, fréquente cette dernière pour lui chiper ses invités.
- Ambassadrice de Turquie : apparaît dans Guermantes et Sodome et Gomorrhe ; aperçue chez la duchesse puis chez la princesse de Guermantes ; remarquée par le narrateur pour sa méchanceté et son sadisme.
- Ambresac, demoiselles d'... : apparentées à Mme de Villeparisis ; leurs parents possèdent une petite villa près de Balbec ; dans les Jeunes Filles, où elles apparaissent pour la première fois, Albertine les trouve peu sympathiques.
- Ambresac, Mlle Daisy d' : une des deux jeunes sœurs d'Ambresac ; Saint-Loup nie lui être fiancé.
- Ambresac, Mme d'... : mère des précédentes ; dans Guermantes, assiste à la représentation de Phèdre par la Berma.
- Amédée : grand-père du narrateur
- Ami de Bloch : complimente Rachel en même temps que Bloch dans Le Temps Retrouvé.
- Amoncourt, Mme Timoléon d' : offre à la duchesse de Guermantes des manuscrits d'Ibsen au cours d'une soirée chez la princesse dans Sodome et Gomorrhe ; maligne et belle ; déplaît au duc. Amie de Gabriele D'Annunzio.
- Andrée : l'aînée de la « petite bande » des jeunes filles en fleurs de Balbec, la plus grande et la plus appréciée par le narrateur après Albertine; il l'utilise pour surveiller cette dernière ; il prétend être amoureux d'elle afin de rendre jalouse Albertine ; danse étroitement avec Albertine au casino d'Incarville ; avouera finalement ses rapports avec cette dernière. Elle finit par épouser Octave, qu'elle a calomnié ; devient la meilleure amie de Gilberte dans Le Temps Retrouvé.
- Antoine : valet des Guermantes ; arrogant et anti-dreyfusard ; Françoise nomme sa femme « Antoinesse »
- Archiviste : au salon de Mme de Villeparisis ; voir Vallenères
- Argencourt, comte d', puis marquis d' : Chargé d'Affaires belge à Paris ; au salon de Mme de Villeparisis dans Guermantes, parle de Maeterlinck à la duchesse qu'il admire ; antidreyfusard et insolent envers Bloch ; après cette soirée, rencontre dans la rue Charlus et le narrateur ; semble étrangement grimé en vieillard à la matinée de la princesse de Guermantes dans Le Temps retrouvé.
- Argencourt, comtesse douairière d' (née Seineport) : mère du précédent
- Arpajon, vicomtesse ou comtesse d'... : rousse, naïve maîtresse du duc de Guermantes ; dénigrée par la duchesse dans Guermantes ; dans Sodome et Gomorrhe, assiste à une soirée chez la princesse de Guermantes où elle se montre jalouse de la duchesse de Surgis que lui préfère son amant ; trempée par la fontaine Hubert Robert ; reçoit Mme Swann mais marque son insolence à l'égard de Mme Verdurin ; dans Le Temps retrouvé, apparaît vieillie à la matinée de la princesse de Guermantes ; Bloch confondra sa mort avec celle de la marquise d'Arpajon.
- Arrière-grand-père du narrateur : évoqué par Mme Verdurin pour son avarice
- Auberjon, duchesse Gisèle d' : recommandée par Mme de Villeparisis à la duchesse de Guermantes pour l'aider à son thé dans Guermantes.
- Aumale, Henri d'Orléans, duc d' (1822-97) : général français et historien, quatrième fils de Louis-Philippe.
- Avocat de Paris : accompagne Mme de Cambremer et sa belle-fille à Balbec dans Sodome et Gomorrhe ; amateur de peinture mais préfère Le Sidaner à Elstir ; promet au narrateur de l'inviter avec Le Sidaner.
- Ayen, duchesse Jane d'... : du milieu Guermantes ; elle reçoit Châtellerault.

## B
- Babal : voir Bréauté-Consalvi
- Balleroy, Mme : grand-tante d'une nièce de la duchesse de Guermantes
- Balleroy, Guermantes défunt,
- Banquier (Vieux) : une des jeunes filles, Andrée, sautera par-dessus sa tête à Balbec,
- Basin : voir Guermantes, Basin, duc de
- Bathilde : grand-mère du narrateur
- Bâtonnier de Cherbourg : en vacances à Balbec ; donne avec fierté un dîner aux Cambremer ; lors de son second séjour à Balbec, dans Sodome et Gomorrhe, le narrateur apprend sa mort.
- Baveno, marquis de... : commente le calembour de la duchesse de Guermantes « Taquin le superbe » dans Guermantes
- Beau-fils de Françoise : voir Julien
- Beaucerfeuil, général de... : surprend les remarques de Swann sur les juifs à la réception Guermantes (voir Monserfeuil, les deux noms étant employés pour le même général)
- Beausergent, Mme de : sœur de Mme de Villeparisis ; la grand-mère du narrateur apprécie beaucoup ses Mémoires imaginaires, à l'instar de Mme de Sévigné ; Swann parle d'elle dans le pastiche du Journal des Goncourt.
- Beausergent, marquis de... : blond aux yeux bleus, c'est le frère de Mme d'Argencourt et le neveu de Mme de Beausergent qui écrit pour lui ses mémoires ; apparaît dans la loge de Mme de Cambremer à l'opéra pour le Phèdre de la Berma dans Guermantes ; apparaît comme un vieux colonel à la matinée Guermantes du Temps retrouvé, l'artériosclérose l'ayant transformé.
- Beautrellis, général de... : un anti-Dreyfusard assistant au dîner Guermantes
- Bellery, Mme de... : tante de la duchesse de Guermantes dans La Prisonnière.
- Bellœuvre, Gilbert de... : jeune golfeur charmant mais stupide qui fréquente Balbec ; le narrateur l'évoque rétrospectivement dans La Fugitive.

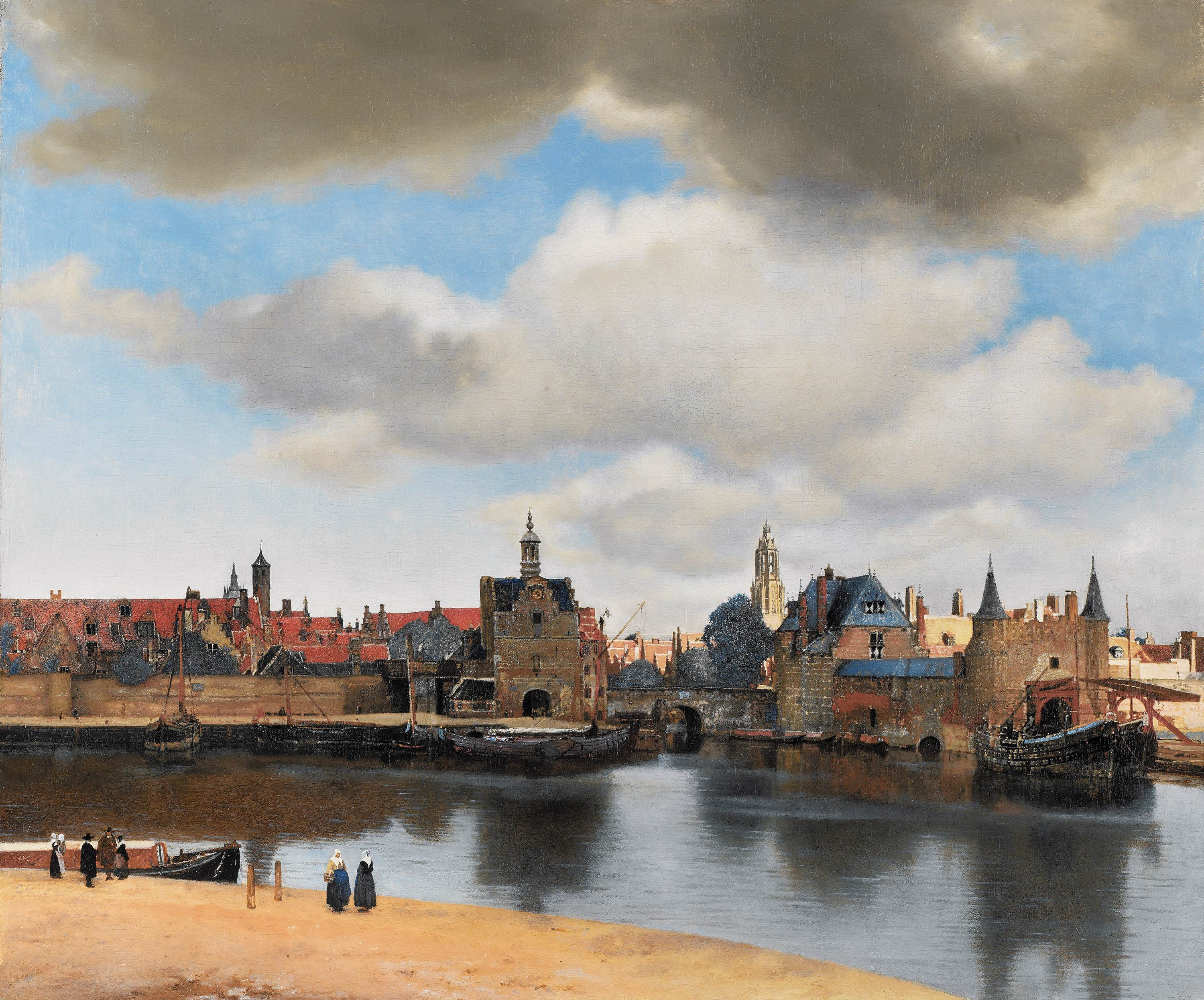
La Vue de Delft de Vermeer

- Bergotte : écrivain reconnu, admiré du narrateur (il s'agirait dans la réalité de l'écrivain et protecteur du jeune Proust, Anatole France. Certains pensent plutôt à l'écrivain Paul Bourget); il incarne le romancier-type de la Recherche, comme Vinteuil et Elstir pour la musique et la peinture ; le narrateur en entend parler pour la première fois par Bloch dans Swann ; l'amitié de Bergotte pour Gilberte intrigue le narrateur ; dans les Jeunes Filles, Norpois le critique sur sa vie privée et son talent ; sa barbiche et son nez en tire-bouchon surprennent le narrateur lorsqu'il le rencontre chez Swann ; dans Guermantes, Bergotte fréquente le salon de la duchesse de Guermantes qu'il apprécie ; bien que très malade, il rend souvent visite au narrateur pendant la maladie de sa grand-mère ; il souffre d'insomnies et de cauchemars ; s'enfermant chez lui, il couvre le monde de son mépris, mais ses œuvres commencent à moins plaire ; dans La Prisonnière, l'une des plus célèbres pages de Proust raconte sa mort : en pleine crise d'urémie, il se lève pour aller voir la Vue de Delft de Vermeer. En regardant le « petit pan de mur jaune », il s'écroule mort. Proust, en fait, décrit une maladie qu'il eut en 1921 au musée du Jeu de Paume.
- Berma, la : actrice célèbre admirée par Bergotte ; le narrateur assiste à une de ses représentations de Phèdre après en avoir entendu parler par Swann ; Norpois fait son éloge ; le narrateur l'entend à nouveau dans Guermantes, et il comprend mieux alors le talent de cette artiste qui n'est plus qu'« une fenêtre donnant sur un chef-d'œuvre » ; dans Le Temps retrouvé, vieillie et atteinte d'une maladie mortelle, elle se remet à jouer Phèdre pour subvenir aux besoins de sa fille ; seul un jeune homme assistera à la matinée, ou plutôt au « repas funéraire », qu'elle donnera en l'honneur de sa fille et de son gendre mais que les mondains auront boudé pour la matinée de la princesse de Guermantes.
- Berma, fille de la : dans Le Temps retrouvé, tragédienne rivale de sa mère à qui elle montre son mépris ; elle ira d'ailleurs à la matinée Guermantes avec son mari plutôt que d'assister à celle que sa mère voulait faire en son honneur.
- Berma, gendre de la : époux de la précédente ; personnage du Temps retrouvé.
- Bernard, Nissim : grand-oncle de Bloch et l'un des Juifs les plus caractéristiques de la Recherche ; reçoit le narrateur et Saint-Loup dans sa superbe villa ; malgré son prestige, son neveu le tourne en ridicule ; dans Sodome et Gomorrhe, a une liaison avec un jeune laquais du Grand Hôtel ; dans La Prisonnière, prête 5 000 F à Morel par l'entremise de Bloch.
- Bernier : valet de pied de Charlus dans Guermantes
- Berthe : amie d'Albertine brièvement nommée, en même temps que Rosemonde, dans La Fugitive / Albertine disparue
- Bibi : ami du prince de Foix qui se fiance avec Daisy d'Ambresac
- Biche (« Maître »): le surnom donné à Elstir par le petit clan
- Blandais, M. : notaire du Mans en villégiature à Balbec
- Blandais, Mme : fait partie à Balbec d'une coterie bourgeoise et agace le bâtonnier de Cherbourg par l'attention qu'elle porte aux faits et gestes des « noceurs » dans les Jeunes Filles ; le narrateur parle d'elle à Doncières.

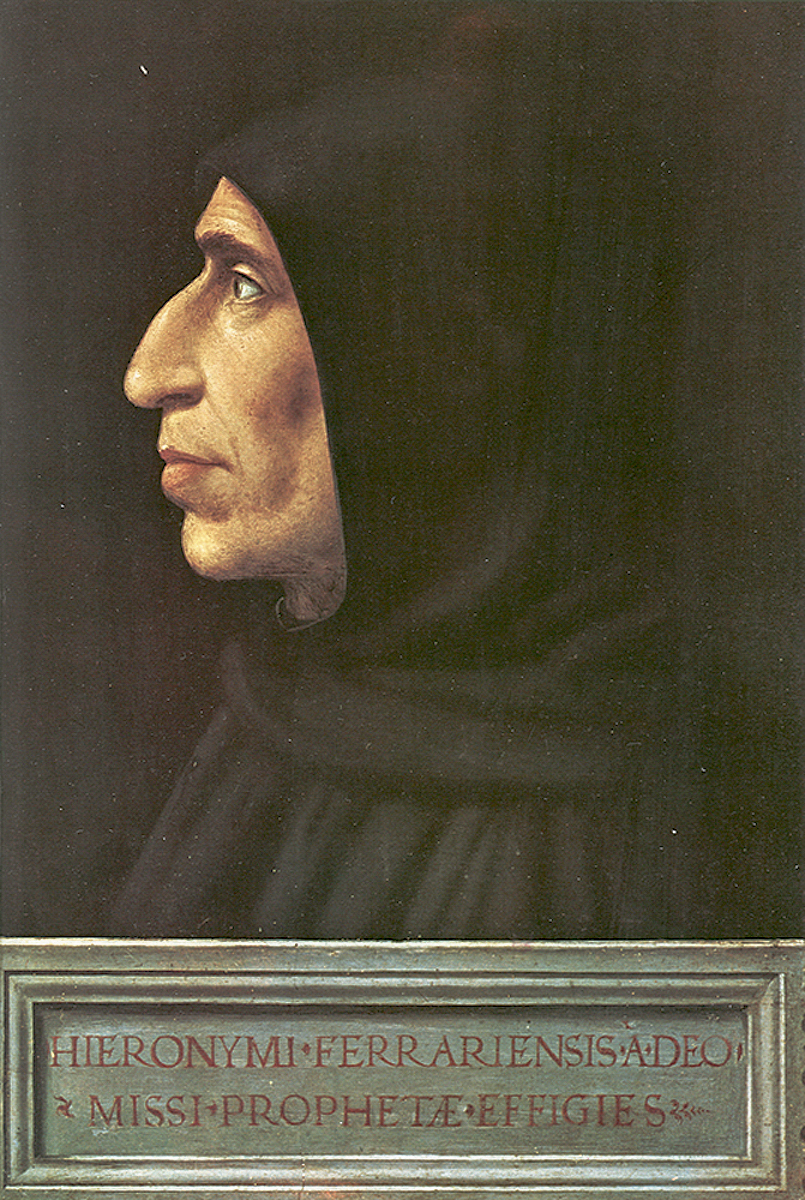
Savonarole par Fra Bartolomeo

- Blatin, Mme : lit le Journal des Débats aux Champs-Élysées dans Swann ; elle vexe la mère du narrateur en disant de lui qu'il est trop beau pour un garçon ; Odette raconte comment elle a offensé un Cinghalais en visite au Jardin d'Acclimatation : à son « Bonjour, négro  », il lui avait répliqué : « Moi, négro, mais toi, chameau ! ». Elle ressemble au portrait de Savonarole par Fra Bartolomeo.

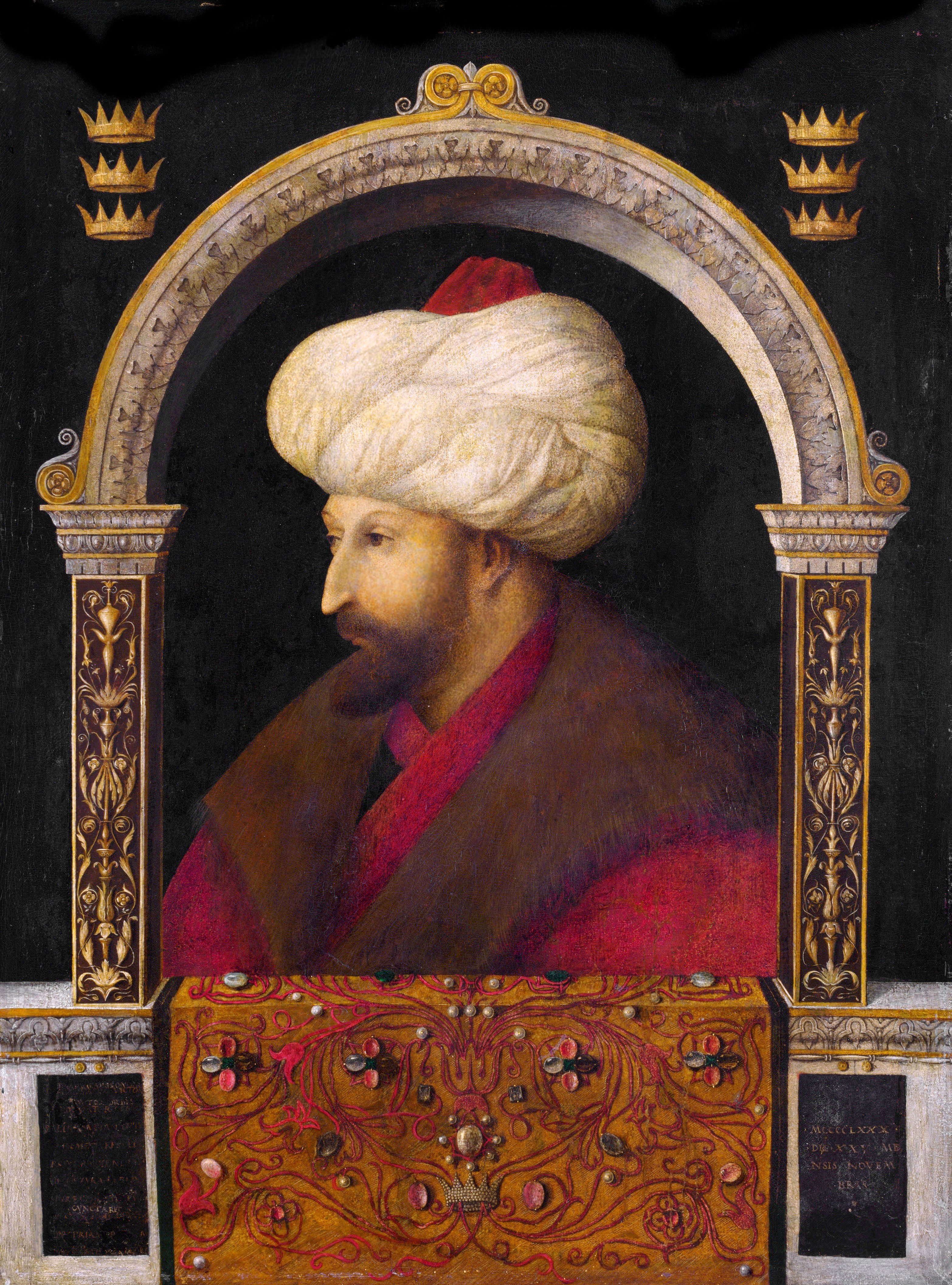
Mahomet II par Bellini

- Bloch, Albert : bourgeois juif parisien et camarade d'école du narrateur, il déplaît aux parents de celui-ci qui le mettent à la porte ; parle dans un jargon néo-homérique affecté ; à Combray, évoque pour la première fois Bergotte au narrateur ; Swann le compare au portrait de Mahomet II par Bellini ; dans Guermantes, présenté à la marquise de Villeparisis lors d'une de ses réceptions, il montre sa maladresse et sa mauvaise éducation ; médit sur Saint-Loup devant le narrateur ; sonde Norpois sur l'affaire Dreyfus mais ne parvient pas à connaître son opinion ; plus tard, à Doncières, le narrateur le présente à Charlus qui lui trouve de l'intérêt ; dans Sodome et Gomorrhe, très dreyfusard, Bloch fait signer des listes pour le colonel Picquart à Swann et au prince de Guermantes ; au début de La Prisonnière, Bloch fait prêter 5 000 F à Morel par son oncle Nissim Bernard, ce qui lui attire la haine de Morel, devenu antisémite ; en août 1914, il rencontre le narrateur et Saint-Loup ; Bloch leur montre sa crainte de partir pour le front et sa vulgarité ; pendant la guerre, son prestige d'auteur dramatique s'affirme ; dans Le Temps retrouvé, le narrateur le reconnaît difficilement à la matinée de la princesse de Guermantes ; il a pris le nom de Jacques du Rozier, porte monocle et adopte le « chic anglais ».
- Bloch, Salomon: père du précédent ; raconte des histoires extravagantes ; fait la connaissance du narrateur à Balbec et l'invite à dîner avec Saint-Loup ; donne son opinion sur Bergotte et montre son avarice ; à sa mort, son fils lui vouera un véritable culte. Il ressemble au duc d'Aumale.
- Bloch, cousine de : voir Lévy Esther
- Bloch, sœurs de : l'une d'entre elles fait scandale au Grand Hôtel en s'affichant avec une ancienne actrice
- Bontemps, M. : oncle d'Albertine ; autrefois dreyfusard, mal noté par le faubourg Saint-Germain, il est vu comme un « jusqu'auboutiste » pendant la guerre ; homme politique influent, il devient chef de cabinet du ministre des Travaux publics ; apparaît surtout dans Le Temps retrouvé.
- Bontemps, Mme : épouse du précédent et tante d'Albertine ; rend visite à Mme Swann dans les Jeunes filles ; est invitée à dîner par Odette avec le prince d'Agrigente et les Cottard ; Albertine l'aime modérément ; dans La Prisonnière, elle se montre favorable au projet de mariage du narrateur avec sa nièce et permet à Albertine d'habiter chez lui ; mais au cours d'une visite qu'elle fait au narrateur, elle lui révèle certains détails sur la vie de sa nièce qui prouvent ses mensonges et réveillent la jalousie du narrateur ; c'est chez elle que fuira Albertine; c'est chez elle également que Saint-Loup, envoyé par le narrateur, viendra pour faire revenir Albertine ; plus tard, elle annoncera au narrateur la mort de sa maîtresse ; pendant la guerre, son salon avec celui de Mme Verdurin prend une importance considérable. Elle fait songer à une reine du Directoire.
- Borange : épicier, papetier et libraire à Combray dans Swann.
- Borodino, Prince de... : capitaine de cavalerie en garnison à Doncières ; sa mère a été la maîtresse de Napoléon III ; dans Guermantes, permet à Saint-Loup de laisser le narrateur coucher à Doncières puis décide d'autoriser Saint-Loup à prendre son congé pour rejoindre Rachel à Bruges grâce à une remarque de son coiffeur ; peu apprécié de Mme de Villeparisis ; apparaît déjà dans Jean Santeuil.
- Bouillon, Cyrus, comte de... : père de Mme de Villeparisis (apparaît dans Guermantes sous le nom de Florimond de Guise)
- Bouillon, comtesse de... : mère de Mme de Villeparisis
- Bouillon, duc de... : oncle de la duchesse de Guermantes et frère de Mme de Villeparisis ; le dernier véritable survivant de la famille princière des La Tour d'Auvergne
- Boulbon, docteur du : soigne la grand-mère du narrateur ; ressemble à un portrait du Tintoret ; provoque la jalousie de Cottard à Balbec
- Bourbon, princesse de... : femme de Charlus ; décédée.
- Bréauté-Consalvi, marquis (ou Comte) Hannibal de... : « Babal » pour ses intimes ; grand mondain même s'il prétend détester le monde ; apparaît dans Swann chez Mme de Saint-Euverte où le narrateur est frappé par son monocle ; au cours de la soirée chez la duchesse de Guermantes dans Guermantes, prend le narrateur pour l'organiste M. Widor, puis pour le nouvel attaché de la légation de Suède ; passe pour très érudit, donne des conseils stupides mais écoutés et parle de botanique à la duchesse ; dans Sodome et Gomorrhe, présente le narrateur au prince de Guermantes ; devient l'amant d'Odette ; longtemps après sa mort, Oriane, son ancienne amie, le traitera de « snob ».
- Bréquiny, comte de... : père des filles aux échasses, Mme de Plassac et Mme de Tresmes
- Breteuil, Quasimodo de : ami de Swann et de la duchesse de Guermantes
- Bretonnerie, Mme de la... : dame de Combray au service de laquelle avait travaillé Eulalie
- Brichot : professeur à la Sorbonne pédant qui parle beaucoup ; dans Swann, fréquente le salon des Verdurin où il étale sa science en étymologie ; apprécié par M. Verdurin, moins par « la patronne » (Mme Verdurin) qui le surnomme « Chochotte » et le séparera de Mme de Cambremer dont il est tombé amoureux ; ses malheurs le rendront presque aveugle et morphinomane ; malgré son amitié pour Charlus, il sera complice de son « exécution » ; écrit des « articles de guerre » pour Le Temps en 1914, qui lui apporteront la notoriété et les railleries du baron et de Mme Verdurin.
- Brissac, Mme de : assiste au dîner Guermantes
- Burnier : un des valets de pied de Charlus

## C
- Callot, « Mère » : maraîchère de Combray
- Cambremer, marquise douairière Zélia de : belle-mère de la marquise de Cambremer, qu'elle compare à un « ange » ; salive abondamment ; bonne musicienne et admiratrice de Chopin ; utilise « la règle des trois adjectifs » ; apparaît à la soirée de Mme de Saint-Euverte chez qui Swann et la princesse des Laumes se moquent de son nom ; a peu de relations dans le Faubourg Saint-Germain ; peu appréciée de la duchesse de Guermantes ; invite le narrateur, qui décrit ses mimiques pour parler d'art, lors de son deuxième séjour à Balbec dans Sodome et Gomorrhe ; a de nombreux enfants, dont Mme de Gaucourt qui souffre d'asthme comme le narrateur ; fort âgée, elle vit encore après la guerre.
- Cambremer, marquis de (« Cancan ») : fils de la marquise douairière, gentilhomme normand affublé d'un nez de travers qui le rend fort laid ; marié à la sœur de Legrandin ; propriétaire de La Raspelière, que loue Mme Verdurin près de Balbec ; il lui rend visite dans Sodome et Gomorrhe et y admire Cottard ; très intéressé par les étouffements du narrateur, à qui il fait éloge d'un colonel juif, par politesse et malgré son antisémitisme ; se brouillera ensuite avec les Verdurin ; dans Le Temps Retrouvé, le narrateur le rencontre à la matinée Guermantes et constate son changement « par l'adjonction d'énormes poches rouges aux joues » ; son surnom « Cancan », lui a été donné pas ses camarades d'armée « trouvant trop long de dire son nom », surnom « qu'il n'avait d’ailleurs mérité en rien (S. et G. Poche p. 397). »
- Cambremer, marquise Renée-Élodie de... : épouse du précédent et sœur du Legrandin de Méséglise ; cultivée et intelligente, à l'inverse de sa belle-mère, méprise Chopin mais admire Wagner et Debussy ; elle est aussi « snob » que son frère et rêve de faire partie de la coterie Guermantes, mais elle n'a malheureusement pas de relations dans l'aristocratie ; dans Sodome et Gomorrhe, en visite chez les Verdurin qui louent sa propriété de Féterne, elle critique tout et finira par se brouiller avec eux ; le baron de Charlus la compare à La Comtesse d'Escarbagnas [2]; a été folle de Swann et l'objet de l'amour de Brichot ; dans Le Temps Retrouvé, Saint-Loup la juge « idiote » par sa prétention et son impertinence ; et puisqu'alors la duchesse de Guermantes la recherche, elle devient indifférente à ses attentions.
- Cambremer, Léonor de... : fils des précédents ; épouse la nièce de Jupien
- Camille : servante chez Swann
- Camus : épicier de Combray
- Cancan : voir Cambremer, Marquis de
- Caprarola, princesse de... : fréquente le salon Verdurin, et elle en tient un également
- Cartier : frère de Mme de Villefranche et intime du Duc de la Trémoïle; à la soirée chez la duchesse de Guermantes
- Céleste : voir Albaret
- Céline et Flora : sœurs de la grand-mère du narrateur
- Chanlivault, Mme de... : Sœur du « vieux Chaussepierre »; tante de M. de Chaussepierre qui expulse le duc de Guermantes du Jockey Club. C'est « La vieille mère Chanlivault »
- Charité de Giotto : voir Aide-cuisinière
- Charlus, baron de... (Palamède, surnommé « Mémé »). Le narrateur, encore enfant, ne fait que l'apercevoir brièvement dans le jardin de Swann à Combray dans Du côté de chez Swann. Sa véritable rencontre avec Charlus interviendra lors d'un séjour à Balbec, dans À l'ombre des jeunes filles en fleurs. Le baron de Charlus est l'un des principaux personnages du roman de Proust. Figure récurrente, il est présent depuis Du côté de chez Swann jusqu'au dernier tome Le temps retrouvé. Homosexuel vieillissant, Charlus est plus attiré par des hommes de son âge à l'apparence virile que par de jeunes éphèbes. Le narrateur découvrira l'homosexualité de Charlus lorsqu'il le surprendra avec le giletier Jupien dans la boutique de ce dernier. Charlus est un être sensible, très cultivé, doté d'un tempérament artistique puisqu'il il joue admirablement du piano. Possédant d'innombrables titres nobiliaires prestigieux, Charlus a néanmoins choisi de porter l'un des plus modestes qu'il détient, celui de baron de Charlus, parce que, remontant aux croisades, c'est le plus ancien de tous.
- Charmel : valet de pied du baron de Charlus
- Châtellerault, duc de... : chez la princesse de Guermantes, il est reconnu par l'huissier à qui il avait déclaré ne pas parler français quelques jours plus tôt; veut épouser Gilberte. Les yeux bleus, il est « très Guermantes »
- Châtellerault, prince de : ami du prince de Foix ; espérait se fiancer à Mlle d'Ambresac
- Chauffeur : employé par le narrateur à Balbec ; devient complice de Morel
- Chaussegros, marquise de... : croit à tort qu'elle a connu le narrateur en Écosse
- Chaussepierre, Mme de... : à la soirée chez la princesse de Guermantes, la duchesse refuse de la reconnaître
- Chaussepierre, M. de : humilié par la princesse de Guermantes, il sera tout de même élu président du Jockey-Club en remplacement du duc de Guermantes
- Chenouville, M. de... : la jeune marquise de Cambremer le mentionne comme « mon oncle de Ch'nouville »
- Chevregny, Madame de... : cousine des Cambremer
- Chevregny, M. de... : relation des Cambremer
- Chimay, Mme Clara de... : a quitté son mari, le cousin de Charlus
- Citri, marquise de... : chez la princesse de Guermantes
- Cobourg, M. et Mme de : bien qu'altesses (duché de Saxe-Cobourg-Gotha), ils sont appelés « mes petits Cobourg » par la princesse de Guermantes
- Cocher de Mme Verdurin : voir Howsler
- Coiffeur à Doncières : persuade le prince de Borodino d'accorder un congé à Saint-Loup
- Coignet : un des valets de Charlus
- Cottard, Docteur
- Cottard, Mme Léontine : femme du précédent
- Courgivaux, M. de : le narrateur le prend pour son fils à la matinée Guermantes
- Courvoisier, vicomte Adalbert de : neveu de la marquise de Gallardon ; qualifié d'« inverti » ; époux modèle ; fréquente le bordel de Jupien
- Courvoisier, les : relations et famille rivale des Guermantes
- Cousine : initie le narrateur aux « délices de l'amour » sur le sofa de Tante Léonie
- Cousine (de Bloch) : voir Lévy, Esther
- Cousins de Françoise : voir Larivière
- Crécy, Pierre Saylor de Verjus, comte de : premier mari d'Odette, c'est un aristocrate pauvre mais distingué, fin, amateur de généalogie et de bonne chère ; le narrateur se lie d'amitié avec lui à Balbec
- Crécy, Mme de : voir Odette
- Criquetot, M. de : lors du deuxième été à Balbec
- Criquetot, comtesse de : cousine des Cambremer
- Curé de Combray : visite Tante Léonie; a écrit un essai sur l'étymologie des noms de lieux dans la région de Balbec
- Cyprien : travaille au Café du brouillard

## D
- Daltier, Émilie : jolie fille ; une « bonne golfeuse » ; connue d'Albertine
- Danseur : admiré de Rachel au grand dam de Saint-Loup
- Dechambre : jeune pianiste traité avec condescendance par Mme Verdurin ; il jouait la sonate de Vinteuil pour Swann ; il meurt dans Sodome et Gomorrhe II
- Delage, Suzanne : Albertine et Mme Bontemps la prennent par erreur pour une amie d'enfance du narrateur
- Deltour, Général : Secrétaire du Président de la République ; approché par Charlus alors qu'il cherche à favoriser la décoration de Morel
- Dieulafoy, professeur Georges (1839-1911) : médecin célèbre; appelé au chevet de la grand-mère du narrateur alors qu'elle est mourante
- Detaille : Peintre célèbre habitué des réceptions de la princesse de Guermantes
- Doudeauville, Sosthènes II duc de
- Doudeauville, duchesse de
- Ducret : un des valets de Charlus
- Duras, duc de... : évoqué par le duc de Guermantes en relation avec l'élection de Saint-Loup au Jockey Club ; épouse la veuve Verdurin et meurt deux ans plus tard
- Duras, duchesse de... : à la soirée musicale des Verdurin, portée aux nues par Charlus puis méprisée par Mme Verdurin
- Duroc, major : Enseignant d'histoire militaire admiré de Saint-Loup, dreyfusard, radical-solialiste et franc-maçon

## E
- E----, professeur : médecin distingué que le narrateur persuade d'examiner sa grand-mère après son attaque.
- Éclin, Mme d'... : ses cheveux en bandeau cachent ses oreilles : son surnom est donc « Ventre affamé »
- Éditeur, de Paris : visite La Raspelière ; pas assez malin pour le petit clan
- Égremont, vicomtesse d'... : tient le rôle de porte-parole chez la princesse d'Épinay
- Elstir : Il est la figure du peintre idéal pour le narrateur, comme l'est Vinteuil pour la musique, ou Bergotte pour la littérature. Il a été l'amant d'Odette ; fréquente le salon des Verdurin où on l'appelle « Monsieur Biche ». Son style passe du mythologique (comme Gustave Moreau) au japonais, puis aux natures mortes et aux paysages. Parmi ses modèles, on cite généralement Whistler, dont Elstir serait l'anagramme approximatif, et Helleu.
- Elstir, Gabrielle : femme du précédent ; Albertine admire son goût pour les toilettes ; personnifie cette sorte de lourde beauté vénitienne qu'Elstir a cherché à capturer dans sa peinture
- Entragues, Mlle d'... : fille du duc de Luxembourg, que cherchent à épouser Saint-Loup et le Duc de Châtellerault
- Épinay, Victurnienne, princesse d' : admiratrice des traits d'esprit de la duchesse de Guermantes
- Épinoy, princesse d'... : éblouie par le flamboiement du salon d'Odette
- Éporcheville, Mlle d'... : le narrateur prend par erreur ce nom pour celui d'une fille de bonne famille fréquentant les bordels, recommandée par Saint-Loup. En réalité il s'agit de Mlle de Forcheville.
- Esther : voir Lévy Esther
- Eudoxia, reine : femme du Roi Theodosius
- Eudoxie, grande-duchesse d' : amie de la princesse Sherbatoff
- Eugène, M. : député du parti d'Action Libérale, un habitué du bordel de Jupien
- Eulalie : ancienne domestique de Combray ; confidente de Tante Léonie et rivale de Françoise, très pieuse, elle fait des visites.

## F
- Faffenheim-Munsterburg-Weinigen, prince von : Premier Ministre allemand; essaie de persuader Norpois de l'élire à l'Institut
- Familles nobles : si la plupart de ces familles sont réelles, les personnages qui composent celles-ci et qui sont évoqués dans la Recherche peuvent être fictifs. Ces différentes familles peuvent être en lien les unes avec les autres en fonction des alliances maritales contractées
  - les Guermantes : la plus importante en nombre de personnages
  - les Bouillon : dont fait partie Madeleine, Marquise de Villeparisis. Cette famille en lien avec les La Tour d'Auvergne
  - les Cambremer
  - les Castellane
  - les Courvoisiers
  - les Choiseul
  - les Harcourt
  - les La Rochefoucauld
  - Les La Trémoïlle, descendants des rois de Naples et des comtes de Poitiers
  - les Luynes
  - les Montesquieu
  - les Noailles
  - les d’Uzès
- Farcy, Mme de... : épouse américaine du comte de Farcy, une relation obscure des Forcheville. Amie de Bloch, elle n’apparaît que dans Le Temps Retrouvé
- Féré, M. et Mme : amis des Cambremer, qui donnent un dîner en leur honneur
- Féterne, marquis de : chouan royaliste, sa fille est cousine du duc de Guermantes
- Fierbois, marquis de... : raillé par le baron de Charlus, brouillé à mort avec lui
- Fille de Françoise : voir Marguerite
- Fille (grande et jolie) : admirée par le narrateur quand elle sert du café au lait aux passagers du train de Balbec
- Fille (« glorieuse ») : monte dans le train à Saint-Pierre-des-Ifs et fume une cigarette
- Fille (aux yeux bleus) : rencontrée par Swann dans une maison close
- Fille (blonde) : regarde fixement le narrateur dans le restaurant de Rivebelle
- Fille : alors qu'elle monte dans l'automobile au Bois, elle rappelle Albertine au narrateur
- Fille (pauvre petite) : ramenée chez lui par le narrateur après le départ d'Albertine
- Fille (petite) : répare une bicyclette au Bois
- Fille (petite) : dit au revoir à Gilberte aux Champs-Élysées
- Filles (deux): amies de Léa, qu'Albertine fixe dans un miroir au Casino de Balbec
- Filles (trois) : au Bois, « comme trois immortelles »
- Filles de Balbec : membres de la « petite bande »
- Flora : sœur de la grand-mère du narrateur (voir Céline et Flora)
- Foggi, prince Odo : débat de politique italienne avec le Marquis de Norpois à Venise
- Foix, prince de... : un habitué du restaurant où le narrateur dîne avec Saint-Loup; riche et très en vue, il appartient à un groupe de quatre amis inséparables, dont Saint-Loup, en partie inspiré de Léon Radziwill
- Foix, prince de... : père du précédent ; un habitué du bordel de Jupien, où l'on regrette sa mort
- Forcheville, comte (puis baron) de... : introduit chez les Verdurin par Odette ; il l'épousera et adoptera Gilberte
- Forcheville, Mme de... : voir Odette
- Forcheville, Mlle de... : voir Gilberte
- Forestelle, marquis de : ami de Swann
- Forestier, Robert : camarade de jeu du narrateur aux Champs-Élysées
- Françoise : cuisinière de tante Léonie à Combray, puis au service de la famille du narrateur, véritable Michel-Ange de la cuisine, elle est particulièrement cruelle avec son aide-cuisinière ; elle est pour le narrateur le symbole de la France éternelle, celle de Saint-André-des-Champs
- Françoise, cousins de : voir Larivière
- Françoise, fille de : voir Marguerite
- Françoise, neveux de : l'un d'eux tente de se faire exempter de service militaire pendant la guerre, l'autre est tué à Berry-au-Bac
- Françoise, nièce de : une « bouchère » (??)
- Françoise, beau-fils de : voir Julien
- Franquetot, vicomtesse de : cousine de la marquise douairière de Cambremer
- Frécourt, marquis de : voisin de l'hôtel Guermantes
- Froberville, général de... : relation de Swann, le duc de Guermantes le décrit comme « gaga », inspiré en partie par le général de Galliffet, ami de Charles Haas, le modèle réel de Swann
- Froberville, colonel de... : neveu du précédent ; souhaite l'échec de la garden-party de la marquise de Saint-Euverte et apprend avec plaisir que la duchesse de Guermantes n'y assistera pas ;

## G
- G---- : écrivain; en visite chez Mme de Villeparisis, ce qu'il considère comme une corvée fatigante ; fréquemment invité chez la duchesse de Guermantes, qu'il considère comme une femme d'intelligence
- Gallardon, marquise de, née Courvoisier : parente des Guermantes ; tante du vicomte Adalbert de Courvoisier
- Gallardon, duchesse douairière de : belle-mère de la princesse de Gallardon ; confond Aristote avec Aristophane, une vraie poison
- Galopin : pâtissier à Combray ; Françoise rapporte à tante Léonie qu'il a ramené un chien de Lisieux
- Gaucourt, Mme de... : sœur de M. de Cambremer ; souffre d'étouffements
- Gibergue : ami de Saint-Loup à Doncières
- Gilbert : voir Guermantes, Prince de
- Gilberte : fille de Swann et Odette ; elle deviendra Mlle de Forcheville puis Mme de Saint-Loup
- Gineste, Marie : sœur de Céleste Albaret ; femme de chambre à Balbec, plus rapide que sa sœur, elle est un peu poète
- Gisèle : membre de la petite bande des jeunes filles en fleurs, à Balbec ; blanche comme un œuf, au nez en bec de poussin
- Goupil, Mme : à Combray, sœur de Mme Sazerat, elle arrive toujours en retard à la messe
- Gouvernante (de Gilberte) : porte une plume bleue à son chapeau
- Grand-duc Wladimir : présent à la soirée où Madame d'Arpajon se ridiculise, il accroît son malheur en l'accablant d'un rire long et tonitruant. Personnage réél: grand-duc Wladimir de Russie, fils d'Alexandre II.
- Grand-père du narrateur (Amédée) : un grand ami du père de Swann
- Grand-mère du narrateur (Bathilde ou Mme Amédée)
- Grand-oncle du narrateur : tire les boucles du narrateur
- Grand-tante du narrateur, cousine du grand-père du narrateur et mère de tante Léonie ; taquine la grand-mère du narrateur lorsque le grand-père boit de l'alcool
- Grigri : voir Agrigente, Prince d'
- Grouchy, M. de : arrive tardivement au dîner des Guermantes et offre à la duchesse de Guermantes une demi-douzaine de faisans
- Grouchy, Mme de... : épouse du précédent; fille de la vicomtesse de Guermantes
- Guastalla, duc de : fils de la princesse de Parme, cousin de Charlus ; il a l'air d'un tapir
- Guastalla, Albert, duc de... : fils de la princesse d'Iéna; Charlus se moque de son titre
- Les Guermantes : 
  - Guermantes, Basin, duc de... : prince des Laumes avant d'hériter de son titre de duc à la mort de son père, frère de Charlus et de la comtesse de Marsantes ; il ressemble à Zeus Olympien et fume le cigare
  - Guermantes, Oriane, duchesse de... : épouse du précédent, et sa cousine, anciennement princesse des Laumes, elle est blonde aux yeux bleus. Elle est l'incarnation de « l'esprit Guermantes ».
  - Guermantes, Gilbert, prince de... : cousin du duc de Guermantes, obsédé par le rang et la naissance ; devient persuadé de l'innocence de Dreyfus
  - Guermantes, princesse Marie de..., née duchesse en Bavière, également appelée Marie-Gilbert ou Marie-Hedwige : épouse du précédent, sœur du duc de Bavière ; très belle, elle a développé une passion non réciproque pour Charlus Inspirée en partie par Dolly de Talleyrand-Périgord, comtesse de Castellane
  - Guermantes, Palamède de... : voir Charlus
  - Guermantes, baron de... : ami du duc de Châtellerault; fréquente le salon de Mme de Villeparisis
  - Guermantes-Brassac, Mlle de... : nièce de la princesse de Guermantes ; la rumeur prétend qu'elle est fiancée à Saint-Loup

## H
- Herweck, M. d'... : musicien bavarois aux cheveux longs, présenté au duc de Guermantes par sa femme Oriane, duchesse de Guermantes.
- Heudicourt, Zénaïde d' : cousine de la duchesse de Guermantes ; parcimonieuse, elle demande à son cuisinier de ne pas faire le poulet lorsqu'elle apprend que le duc et la duchesse n'assisteront pas au dîner qu'elle a prévu avec M. de Bréauté
- Hirsch, baron : invité chez le duc de Guermantes
- Historien de la Fronde: voir Pierre, M.
- Howsler (aîné) : chef des cochers des Verdurin ; mélancolique, il est victime de la machination de Morel et du chauffeur
- Howsler (cadet) : frère du précédent; engagé comme valet de pied chez les Verdurin
- Hunolstein, Mme de... : surnommée « Petite » en raison de son énorme gabarit

## I
- Iéna, prince et princesse d' : amis du duc de Guermantes, mais pas de la duchesse qui méprise leurs goûts pour les meubles frappés de l'abeille (symbole napoléonien)
- Imbert, Mme, de Combray : tante Léonie demande à Françoise de trouver où cette dame a eu ses asperges
- Israels, Sir Rufus : richissime financier juif, marié à la tante de Swann ; propriétaire d'une maison flanquée d'un parc de Le Nôtre qui a appartenu à la famille de Charlus
- Israels, Lady : épouse du précédent, tante de Swann ; très riche, hait Odette

## J
- Jardinier de Combray : aligne les chemins du jardin de manière trop symétrique pour la grand-mère du narrateur; voit les révolutions d'un meilleur œil que les guerres
- Jardinier de La Raspelière : grogne sous le joug des Verdurin et a des sentiments mêlés envers la marquise de Cambremer
- Jeunes filles en fleurs : encore appelées « la petite bande » ou « les filles de Balbec » ou encore « les divines processionnaires » ; elles sont au nombre de six lorsque le narrateur les découvre la première fois dans À l'ombre des jeunes filles en fleurs, mais on ne connaitra explicitement le prénom que de quatre d'entre elles :

1. Albertine : cheveux bruns et épais ; yeux verts, bleus ou violets ; grosses joues et « petit nez rose de chatte » ; grain de beauté à une position inconnue,
2. Andrée : la plus grande, celle qui avait sauté par-dessus un vieux banquier à Balbec. Dans Sodome et Gomorrhe, elle dansera étroitement avec Albertine au casino d'Incarville
3. Gisèle : blanche comme un œuf ; nez en bec de poussin,
4. Rosemonde : petite aux joues roses bouffies,
5. Jeune fille sans prénom I. Est-ce Berthe ?
6. Jeune fille sans prénom II

- Jeune homme que le Narrateur, de sa voiture, voit dans la rue aux côtés de Gilberte
- Journalistes au théâtre : Saint-Loup frappe l'un d'eux
- Julien : le beau-fils de Françoise, elle le déteste
- Julot : un des hommes que le narrateur entend au bordel de Jupien
- Julot (« gros ») : un autre habitué du bordel de Jupien, parti au front, dont on n'a plus de nouvelles
- Jupien : tailleur (ou giletier) dont l'atelier est dans l'Hôtel de Guermantes; devient le « secrétaire » de Charlus, puis achète et dirige pour son compte un bordel gay; dans Le Temps retrouvé, s'occupe maternellement de Charlus devenu sénile
- Jupien, Marie-Antoinette : nièce du précédent (même si la grand-mère du narrateur, et Proust lui-même, la décrivent parfois comme sa fille), couturière, elle est amoureuse de Morel

## K
Aucun personnage avec cette initiale.

## L
- Lambresac, duchesse de... : chez la princesse de Guermantes, son sourire marque le narrateur par sa stupidité.
- La Rochefoucauld, duc de... : grand-père maternel de Saint-Loup
- La Rochefoucauld, duchesse de... : énorme amie de Mme de Bouillon
- Larivière, les... : riches cousins de Françoise ; les seuls « gens réels, qui existent » dans « ce livre »
- La Trémoïlle, Charles : aristocrate qui fréquente assidûment Swann et rend jaloux Mme Verdurin
- Lau d'Allemans, marquis du : un ami intime de Swann avant son mariage ; la duchesse de Guermantes parle de sa décontraction face au Prince de Galles
- Laumes, prince et princesse des : voir Guermantes, duc et duchesse de
- Léa, Mlle : actrice ; vit avec la cousine de Bloch, Esther Lévy ; écrit une lettre à Morel où elle le reconnaît comme « l'un d'entre nous ». On peut supposer qu'elle a eu des aventures saphiques avec Albertine
- Leblois de Charlus, comte : confondu avec le baron de Charlus dans certains cercles artistiques
- Legrandin : ingénieur et homme de lettres, frère de Mme de Cambremer, moustachu et snob
- Legrandin, Renée-Elodie : sœur de Legrandin ; a épousé le marquis de Cambremer
- Léon, Prince de : beau-frère de Saint-Loup et neveu de la duchesse de Guermantes, a la forme du crâne des anciens Gallois ; il est pris pour un « englische » par ses paysans
- Léonie, tante (Madame Octave) : alitée depuis la mort de son mari ; le narrateur donne une partie de ses meubles au tenancier d'un bordel.
- Leroi, Mme Blanche : une snob fille de marchands de bois ; elle dit de l'amour qu'elle « le fait souvent mais n'en parle jamais », mot célèbre de la salonnière du XIXe siècle Laure Baignères qui pourrait aussi avoir inspiré quelques parts de ce personnage[3].
- Leroy-Beaulieu, Anatole (1842-1912) : économiste et membre de l'Académie des Sciences morales et politiques ; conseille au père du narrateur de se présenter aux élections de l'Institut
- Létourville, duchesse de : rencontre le narrateur et Charlus, alors âgé, sur les Champs-Élysées ; est surprise par l'apparence de ce dernier. Ce personnage n'apparait que dans Le Temps Retrouvé
- Létourville : jeune, apparenté à la précédente ; considère le narrateur comme un vieux gentleman
- Lévy, Esther : cousine de Bloch ; vit avec Léa; elle et la sœur de Bloch attirent l'attention d'Albertine au Casino de Balbec
- Lift du Grand Hotel, Balbec : intermédiaire avec Albertine ; oublie de fermer les portes; a de curieux maniérismes verbaux
- Loiseau, Mme : possède une maison derrière l'église à Combray; ses fuchsias ont la mauvaise habitude de partir dans toutes les directions
- Longpont, Mme Barbe de : attraction principale de l'un des Mercredis de Mme Verdurin à La Raspelière
- Loredan : surnom du cocher de Swann ; voir Rémi
- Luxembourg, grand-duc de : anciennement comte de Nassau, neveu de la princesse de Luxembourg ; écrit au narrateur durant la maladie de sa grand-mère ; a épousé la petite-fille d'un producteur de farine
- Luxembourg, princesse de : présentée à la grand-mère du narrateur par Mme de Villeparisis, grande rousse à la voix de rossignol

## M
- Mama : voir Osmond, Amanien, marquis d'
- Maman : voir Mère
- Manchester, Consuelo, duchesse de (1858–1909), née María Consuelo Iznaga y Clement, épouse du 8e duc de Manchester : emmène la duchesse de Guermantes faire du shopping à Londres
- Mangin : Maître (d'armes ?) de Saint-Loup
- Marcel : Prénom possible du narrateur. Par deux fois dans La Prisonnière, le narrateur est dénommé Marcel : une fois de sa propre bouche, une fois de celle d'Albertine. Par contre, à une autre occasion dans La Prisonnière, et de façon explicite, le narrateur indique que lui attribuer le prénom « Marcel », qui est celui de l'auteur, ne serait qu'une supposition. Voir Narrateur (À la recherche du temps perdu)
- Marie-Aymard : voir Marsantes, comtesse de
- Marie-Gilbert ou Marie-Hedwige : voir Guermantes, princesse Marie de
- Marguerite : fille de Françoise ; adopte l'argot parisien et évoque Combray avec mépris
- Marsantes, comte ou marquis de... : père de Saint-Loup ; président du Jockey Club pendant dix ans ; tué pendant la guerre de 1870 ; républicain et libéral mais moins que son fils
- Marsantes, comtesse de (Marie-Aynard): veuve du précédent, mère de Saint-Loup et sœur du duc de Guermantes et de Charlus
- Mathilde, princesse, fille de Jérôme Bonaparte (1820-1904) : le narrateur la rencontre avec les Swann au Bois de Boulogne
- Maurice : un des gigolos du bordel de Jupien
- Méline, Jules (1838-1925) : président du conseil pendant l'affaire Dreyfus ; ami du père du narrateur
- Mémé : surnom de Charlus
- Mère (du narrateur) : ressemble beaucoup - et de plus en plus - à sa propre mère.
- Moine : beau-frère de la grand-mère du narrateur ; observe le narrateur lors de la veille funèbre de sa grand-mère
- Molé, comtesse : mystérieusement mal-aimée de Charlus ; elle le défend pourtant contre les Verdurin pendant la guerre
- Monserfeuil, général de : la duchesse de Guermantes refuse de lui parler au nom de Saint-Loup (voir Beauserfeuil), c'est une brute qui ne sait pas reconnaître de vrais rubis
- Monteriender, comtesse de : chez Mme de Sainte-Euverte, fait une remarque absurde à propos de la sonate de Vinteuil
- Montmorency-Luxembourg, duchesse de : aime beaucoup la duchesse de Guermantes, qui ne lui rend pas
- Montpeyroux, comtesse de... : sœur de la vicomtesse de Vélude ; surnommée « Petite » parce qu'elle est énorme
- Moreau, A. J. : ami et collègue du père du narrateur
- Morel, Charles : violoniste, fils du valet de l'oncle Adolphe ; premier prix de conservatoire, violent et pédophile. Charlus en est amoureux
- Morienval, baronne de... : à l'opéra, ne soutient pas la comparaison avec la princesse et la duchesse de Guermantes
- Mortemart, duchesse de... : s'entretient avec Charlus chez les Verdurin
- Musicien (éminent), ami des Ski, invité à La Raspelière

## N
- Naples, reine de..., Maria-Sophia-Amelia (Marie-Sophie de Bavière, 1841-1925), fille de Maximillien-Joseph, duc de Bavière, épouse du roi François II des Deux-Siciles et sœur de l’impératrice d’Autriche Sissi : revient chercher son éventail chez les Verdurin et prend Charlus sous sa protection. Elle a combattu sur les remparts de Gaète.
- Narrateur, le : Ne pas confondre avec l'auteur, même s'il est (rarement et de manière ambiguë) appelé Marcel, notamment dans La Prisonnière où Albertine, dans un mot qu'elle lui adresse, écrit en entête Mon chéri et cher Marcel et termine par Quel Marcel ! Quel Marcel ! Toute à vous, ton Albertine.
Bien que ce soit le personnage central, on est curieusement peu renseigné sur son aspect physique, ainsi que sur beaucoup de détails de sa biographie.
- Nassau, comte de... : voir Luxembourg, grand-duc de
- Nassau, princesse de... : vieille courtisane ; même personnage que la princesse d'Orvilliers
- Neveux de Françoise : l'un d'eux tente de se faire exempter de service militaire pendant la guerre, l'autre est tué à Berry-au-Bac
- Nièvre, princesse de... : cousine de Mme de Guermantes ; verrait bien Gilberte avec son fils
- Noailles, Anna de... : épouse d'un cousin de Saint-Loup, et poétesse orientale
- Noémie, Mlle : assistante à la « maison de plaisir » de Maineville ; aide Charlus et Jupien à espionner Morel
- Norpois, marquis de... : ex-ambassadeur ; amant de Mme de Villeparisis, il est l’image du comte Mosca, le personnage de la Chartreuse de Parme
- Norpois, baron et baronne de... : neveu et nièce du marquis, toujours en noir, très pieux
- Notaire, du Mans : voir Blandais, M.

## O
- Octave : jeune dandy à Balbec, fils d'un industriel ; phtisique, dissipé et joueur, surnommé « dans les choux » ; devient un auteur à succès
- Octave, Mme : voir Léonie, tante
- Octave, oncle : mari de tante Léonie ; déjà décédé lorsque le narrateur passe ses vacances à Combray

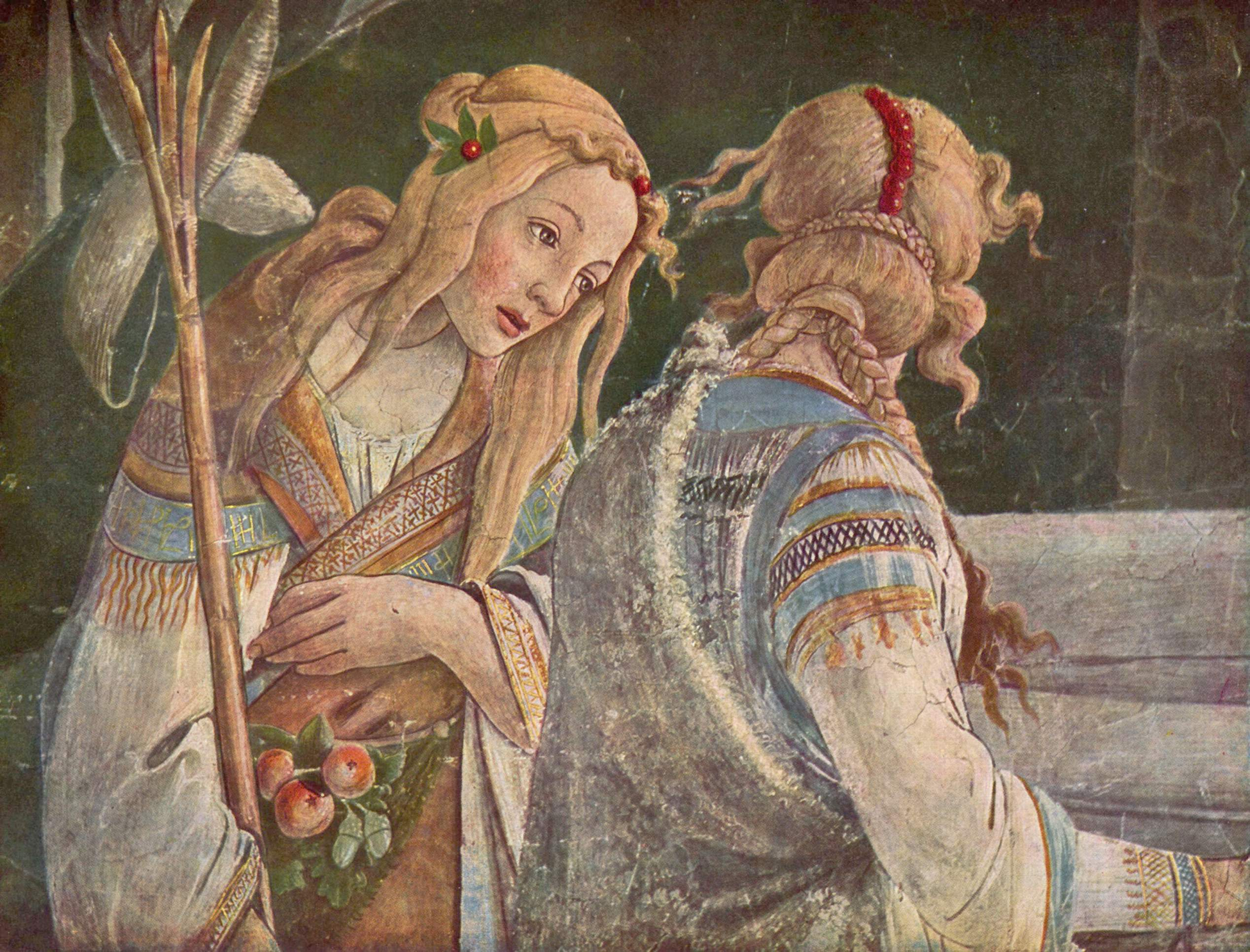
Les filles de Jéthro, par Botticelli

- Odette : Mme de Crécy, puis Mme Swann, et finalement Mme de Forcheville. Elle ressemble à la fille de Jéthro, dans la fresque de Botticelli. Laure Hayman, demi-mondaine, est un des modèles supposés du personnage.
- Oloron, Mlle d'... : voir Jupien, Marie-Antoinette
- Orgeville, Mlle de l'... : jeune femme de bonne famille qui, selon Saint-Loup, fréquente des bordels (voir Eporcheville, Mlle de)
- Oriane : voir Guermantes, Duchesse de
- Orléans, Henri-Philippe-Marie, Prince d'... : ami de Saint-Loup
- Orsan, M. d'... : ami de Swann, suspecté d'avoir écrit la lettre anonyme. Délicat, aux mots justes et aux gestes discrets
- Orvillers, Princesse d'... (Paulette) : fait des avances au narrateur dans la rue (voir Nassau, Princesse de) ; accent autrichien
- Osmond, Amanien, marquis d'... (« Mama ») : cousin des Guermantes ; très malade, sa mort imminente a des conséquences malheureuses pour leur plans dans le monde.
- Ouvrière (petite) : jeune ouvrière dont Swann est épris avant de rencontrer Odette de Crécy

## P

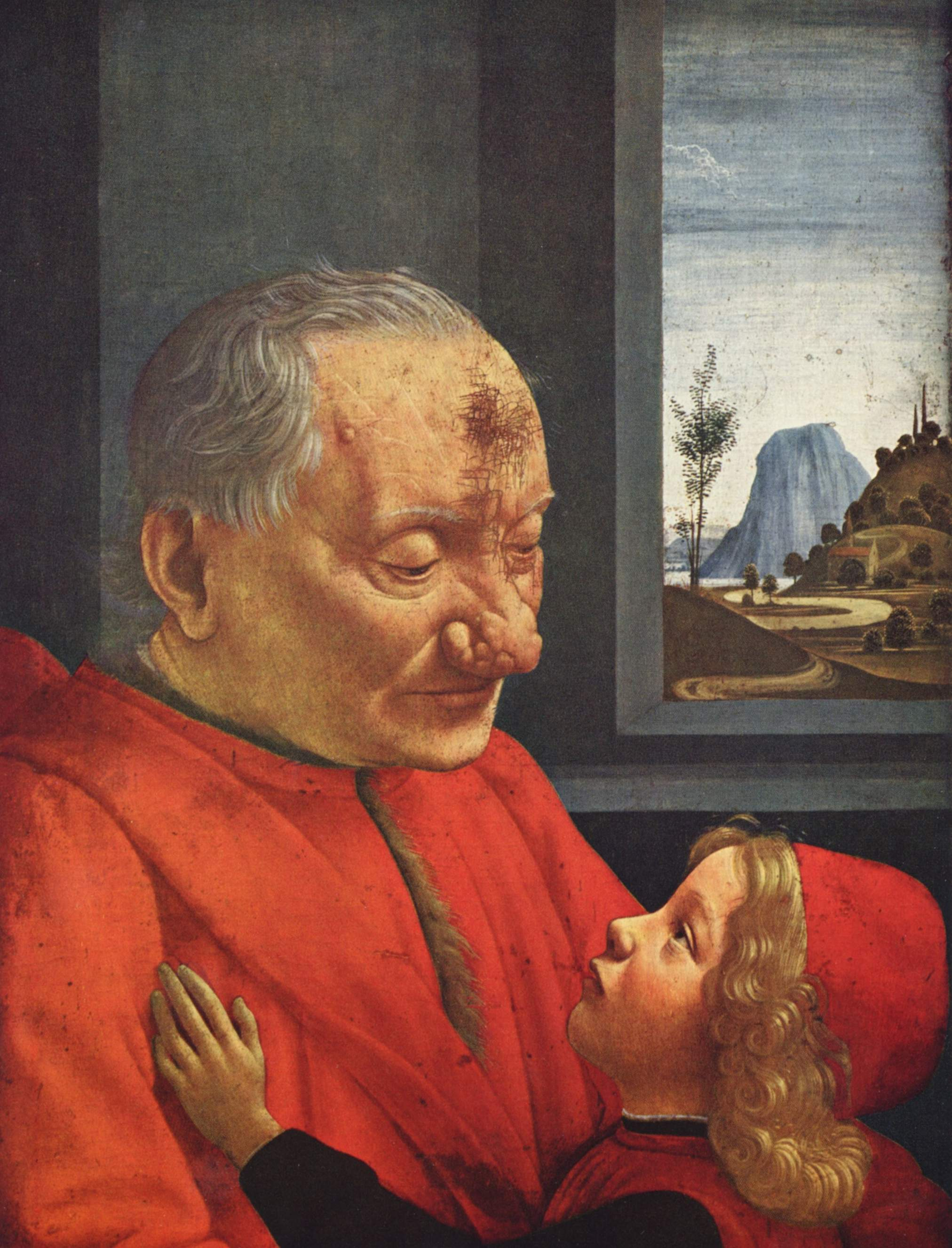
Le Vieil homme avec son petit-fils par Ghirlandaio

- Palancy, marquis de : Swann trouve qu'il ressemble au Vieil homme avec son petit-fils de Ghirlandaio
- Parme, princesse de : donne les plus belles soirées de Paris ; snob et arrogante
- Pêcheuse : abordée par le narrateur à Carqueville
- Percepied, docteur : le narrateur compose son premier essai littéraire dans sa voiture ; il est marié, fait des blagues et a une grosse voix
- Perdreau, abbé : de Combray, il a une nièce au couvent
- Père du narrateur
- Périgot, Joseph : jeune valet de pied de Françoise à Paris, qui prend plaisir à déménager ; il envoie à sa famille des livres qu'il prend dans la bibliothèque du narrateur
- Péruvien (jeune): développe une haine violente de Mme de Mortemart
- Philosophe norvégien : invité des Verdurin à La Raspelière (Sodome et Gomorrhe II) ; ce personnage a été inspiré par Algot Ruhe, philosophe suédois, traducteur de Bergson
- Pianiste (jeune): parrainé par les Verdurin (Dechambre?)
- Pierre, M. : historien de la Fronde au salon de Mme de Villeparisis
- Pierre : portier de club ; écrit une lettre intime à Charlus
- Piperaud, docteur : médecin de Combray
- Picquart, Georges-Marie, puis général et ministre de la Guerre (1854-1914) : un des principaux acteurs de l'affaire Dreyfus ; fréquente le salon de Mme Verdurin
- Plassac, Walpurge, marquise de : fait appel à son cousin le duc de Guermantes, avec sa sœur Mme de Tresmes, pour lui rapporter l'état de santé d'Amanien d'Osmond' ; une des femmes avec une canne
- Poitiers, duchesse de : cousine de Saint-Loup, qui la recommande au narrateur en remplacement de son affection pour la duchesse de Guermantes
- Poiré, abbé : prêtre dreyfusard ; confesse le prince et la princesse de Guermantes
- Poix, princesse de : amie intime de la duchesse de Guermantes
- Polignac, prince de... : fantaisiste aimant Wagner, ami du Prince Von
- Pommelière, marquise de la : surnommé « la Pomme »
- Poncin, M. : juge de Caen, en vacances à Balbec ; devient commandeur de la Légion d'Honneur
- Poncin, Mme : femme du précédent ; appréhende la rencontre de Mme de Villeparisis et la princesse de Luxembourg
- Portefin, Berthe, duchesse de : aide Mme de Villeparisis au niveau scénique
- Potain, docteur : fameux médecin qui soigna Vinteuil
- Poullein : valet de pied des Guermantes ; ils l'empêchent d'aller voir sa fiancée
- Pourtalès, Mélanie de : elle reçoit des Guermantes mais aussi des orthodoxes et des protestants
- Poussin, Mme : dame de Combray en vacances à Balbec avec ses filles, elle répète « Tu m'en diras des nouvelles »
- Pupin, M., fille de : écolière à Combray
- Putbus, baronne : décrite par la duchesse de Guermantes comme la « lie de la société » ; arrive à Venise le jour du départ du narrateur
- Putbus, domestique de la Baronne : sœur de Théodore ; Saint-Loup dit d'elle qu'elle a un penchant pour les femmes et qu'elle fréquente les bordels ; le narrateur la désire mais ne la rencontrera jamais.

## Q
Aucun personnage avec cette initiale.

## R
- Rachel : Prostituée, actrice, maîtresse de Saint-Loup ; pas jolie mais l'air intelligent. Lorsqu'il la rencontre dans un bordel, le narrateur la surnomme « Rachel quand du Seigneur », d'après les premiers mots de La Juive, opéra d'Halévy. « La patronne qui ne connaissait pas l'opéra d’Halévy ignorait pourquoi j'avais pris l'habitude de dire : « Rachel quand du Seigneur ». Mais ne pas la comprendre n'a jamais fait trouver une plaisanterie moins drôle et c'est chaque fois en riant de tout son cœur qu'elle me disait : — Alors, ce n'est pas encore pour ce soir que je vous unis à « Rachel quand du Seigneur » ? Comment dites-vous cela : « Rachel quand du Seigneur ! » Ah ! ça c'est très bien trouvé ». Cette incompréhension redouble l'humour noir de la référence, car les paroles de la chanson d'Halévy reproduisent la plainte d'Eléazar de livrer au bourreau la jeune Rachel qui lui est confiée, analogie avec le rôle de la maquerelle[4]. Il s'étonnera de la retrouver ensuite devenue la maîtresse adulée de son riche ami Robert de Saint-Loup puis beaucoup plus tard, actrice célèbre et vieillie, invitée chez la princesse de Guermantes. Pour Jean-Yves Tadié[5], le modèle de ce personnage ne serait pas la grande comédienne Rachel mais l'actrice Louisa de Mornand (1884 - 1963). Louisa (ou Luisa) de son véritable nom, Marthe Adélaïde Marie-Louise Montaud, tourna également dans plusieurs films dont Violettes impériales en 1932.
- Rampillon, Mme de... : chez Mme de Saint-Euverte, mentionnée par la duchesse de Guermantes, elle aurait au moins cent ans selon celle-ci
- Rapin, M. : pharmacien de Combray
- Réjane, actrice française (1856-1920)

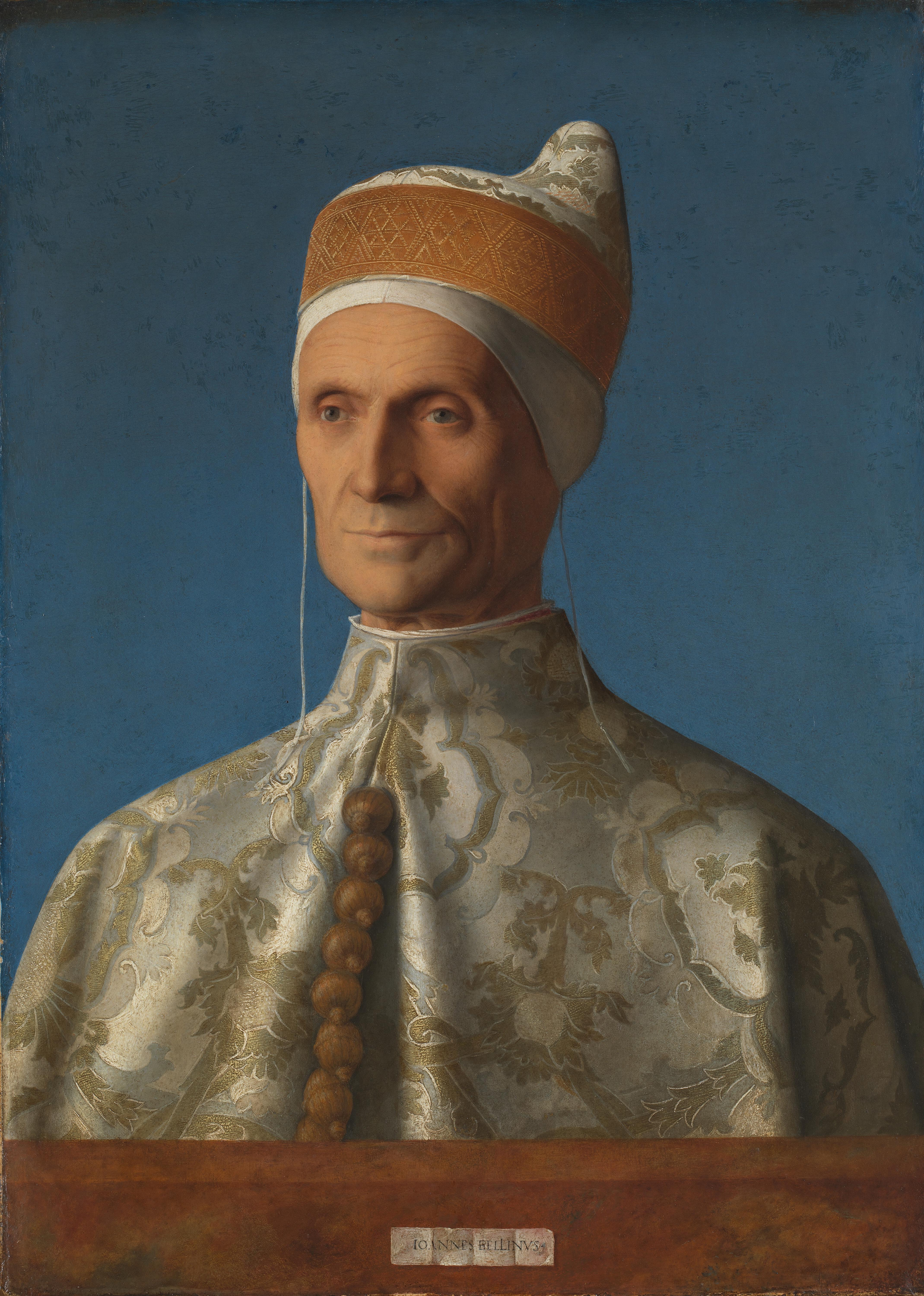
Loredano par Bellini

- Rémi : cocher de Swann, sosie du Doge Leonardo Loredano (son buste par Rizzo)
- Restaurateur : propriétaire d'un restaurant à Paris où le narrateur dîne avec Saint-Loup
- Riche jeune homme : voir Vaudémont, marquis Maurice
- Rosemonde : une des jeunes filles en fleurs de Balbec (la « petite bande ») ; petite aux joues roses bouffies, elle vient du Nord, ses parents ont une villa à Incarville
- Rozier, Jacques du : nom adopté par Bloch dans la dernière partie de la Recherche
- Rousseau, Mme : une femme qui meurt à Combray

## S
- Sainte-Croix, M. de... : conseiller général de Balbec, républicain
- Saint-Euverte, Mme de : fait des soirées musicales, et va chez la princesse de Guermantes
- Saint-Ferréol, marquise de... : la dame pipi des Champs-Élysées
- Saint-Joseph, général de... : responsable des affectations au Maroc
- Saint-Loup ou Saint-Loup-en-Bray, Robert, marquis de... : grand, aux yeux verts, meilleur ami du narrateur
- Saniette : ancien archiviste, émotif, un peu timoré, il sert de souffre-douleur à M. Verdurin ; c'est le beau-frère de Forcheville
- Sauton, Mme : de Combray, elle a un fils en service
- Sazerat, Mme : de Combray, sœur de Mme Goupil, dreyfusarde, elle séjourne de temps en temps à Paris
- Schlegel, M. de... : a appris à Mme Verdurin à reconnaître les fleurs
- Sherbatoff, princesse : vieille femme énorme et laide, très riche, elle a un accent russe ; c'est l'archétype du fidèle du petit noyau Verdurin
- Sidonia, duc de... : il parle sans arrêt
- Silistrie, princesse de... : sèche mais l'air aimable, elle porte une canne ; cousine de Basin
- Simonet, Albertine : voir Albertine
- Ski : sculpteur attaché aux Verdurins, diminutif de Viradobetski, artiste d'origine polonaise, au comportement infantile. Peu intelligent mais très talentueux, son caractère ressemble à celui d'Elstir mais ils se détestent. Modèle: Henri Kowalski
- Stermaria, M. de : toujours pressé et distant
- Stermaria, Alix, vicomtesse de : blonde au teint pâle, elle incarne par son nom les rêves de Bretagne du narrateur, mais l'opportunité de la rencontrer enfin lui échappe
- Surgis, Victurnien, marquis de : fils de Mme de Surgis et frère d'Arnulphe, roux à la prestance royale et marmoréenne
- Surgis-le-Duc, marquise de : très belle, maîtresse de Basin

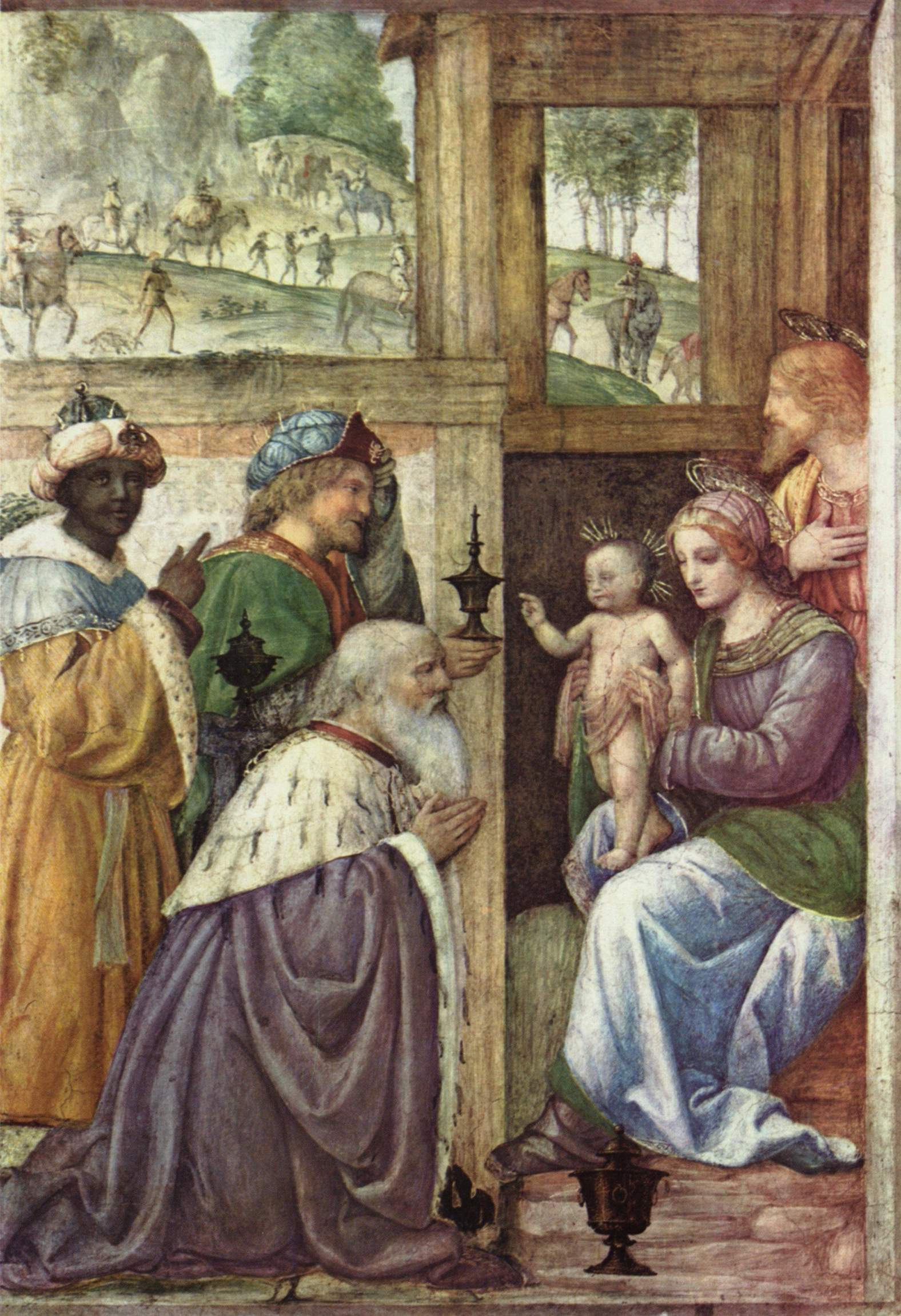
L'Adoration des Mages par Bernardino Luini

- Swann, Charles : ressemble au Roi mage blond de la fresque de Luini
- Swann, Gilberte : voir Gilberte
- Swann, Odette : voir Odette.

## T
- Théodore : de Combray, chantre (et guide de l'église), garçon épicier, informateur, il est aussi trousseur de jupons (et peut-être bisexuel). C'est le frère de la femme de chambre de la baronne Putbus
- Thirion, M. : a pris le nom de Villeparisis qui était inusité, selon les Guermantes ; a épousé la future Madame de Villeparisis
- Toureuil, président : à Balbec, dîne chez les Bontemps
- Tresmes, Dorothée de... : cousine de Basin, fille du comte de Bréquigy, porte une canne
- Roi Théodose, souverain imaginaire dont la visite à Paris évoquée au début d' A l'ombre des jeunes filles en fleurs est largement inspirée par celle du tsar Nicolas II à l'Automne de 1896[6].

## U
- Uzès ou Uzès de Crussol, Jacques, duc d'... : ami de Saint-Loup

## V
- Valet de la famille du narrateur : voir Victor
- Valet des Guermantes: voir Antoine
- Valet de pied (jeune) : voir Périgot
- Valet de pied chez les Guermantes : voir Poullein
- Valet de pied de Mme de Chevregny : invité à un dîner au Grand Hôtel de Balbec par Charlus
- Valet de pied des Verdurin : jeune et nouveau ; intéresse Charlus
- Valets de pied de Charlus : voir Burnier et Charmel
- Valets de pied chez Mme de Saint-Euverte : comparés aux figures du « Martyre de Saint Jacques » de Mantegna et aux personnages de « L'Escalier des géants » au Palais Ducal de Venise
- Vallenères, M. : archiviste des lettres de Mme de Villeparisis, gère aussi ses propriétés
- Varambon, Mme de... : dame d'honneur idiote de la princesse de Parme
- Vatry, colonel baron de... : locataire et ami du grand-oncle Adolphe au 40 bis boulevard Malesherbes à Paris
- Vaudémont, Maurice, marquis de... : joue aux cartes à Balbec avec des amis
- Vaugoubert, marquis de... : attaché auprès du roi Théodose, trop poli, en confidences avec Charlus
- Vélude, vicomtesse de... : sœur de Montpeyroux, surnommée « Mignonne » parce qu'elle est énorme
- Verdurin, Gustave ou Auguste : très riche bourgeois dont l'origine de la fortune n'est pas expliquée par Proust. Dévoué à sa femme, voire effacé devant elle, il exécute les basses besognes, martyrise Saniette, mais est parfois généreux
- Verdurin, Mme : surnommée « La Patronne » car elle est reine de son salon rue Montalivet puis quai Conti et même à « La Raspelière » qu'elle louera près de Balbec ; autoritaire et jalouse, elle sait réunir des artistes talentueux comme Elstir et Ski ; plus tard son salon devient dreyfusard, elle est aussi une des premières à découvrir les ballets russes
- Villemur (Madame de), personnage cité dans Sodome et Gomorrhe II chap. I comme suit : « Madame de Villemur, M. Detaille, en grand peintre qu’il est, est en train d’admirer votre cou. »
- Villeparisis, Madeleine, marquise de... : de la famille de Bouillon, c'est la tante des Guermantes, cousine du Mal de MacMahon et des ducs de La Rochefoucauld. Elle a connu Bathilde au Sacré-Cœur. Très noble mais simple, elle peint des fleurs, un peu déchue de son prestige dans les milieux aristocratiques intermédiaires, le narrateur laisse à entendre que cette semi-déchéance serait imputable à d'anciens écarts de conduite. Dans le milieu aristocratique, Villeparisis se prononce Viparisis
- Villeparisis, Jehan de... : neveu de Mme de Villeparisis
- Vinteuil, M. : professeur de piano obscur à Montjouvain, près de Combray, il est aussi un compositeur fameux à Paris. Sévère sur la tenue des autres, il laisse faire à sa fille ce qu'elle veut. Mais il est surtout connu pour sa sonate et sa « petite phrase » musicale composée de cinq notes, qui revient tout au long de la Recherche et se mue en septuor dans La Prisonnière
- Vinteuil, Mlle : fille de Vinteuil, elle est lesbienne et c'est en l'espionnant que le narrateur découvre l'homosexualité féminine et notamment celle d'Albertine.
- Viradobetski, M. : sculpteur polonais, ami de Mme Verdurin. Inspiré du compositeur Henri Kowalski (1841-1916).

## W
- Wladimir : voir grand-duc Wladimir.
- Wurtemberg, duc de... : frère de la mère de Von, il a épousé une sœur du duc d'Aumale

## X
Aucun personnage avec cette initiale.

## Y
Aucun personnage avec cette initiale.

## Z
- Zélia, Tante. Voir Cambremer.
- Zénaïde : voir Heudicourt (d')